# Uruguay (flod)
 For alternative betydninger, se Uruguay. (Se også artikler, som begynder med Uruguay)
Uruguay (spansk: Río Uruguay) er en flod med en længde på ca. 1.600 km, beliggende i Brasilien, Argentina og Uruguay i Sydamerika. Den udspringer i det sydlige Brasilien, hvorefter den slår en bue mod nordvest, for derefter at fortsætte mod vest, sydvest og syd. Undervejs danner den grænse mellem Brasilien og Argentina og derefter mellem Argentina og Uruguay. Den udløber i Atlanterhavet via Río de la Plata.